# Beah Richards

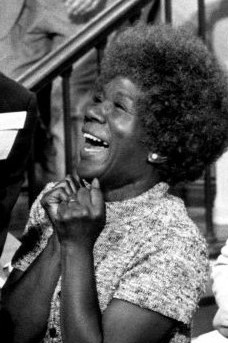
Beah Richards in der Bill Cosby Show

Beah Richards (* 12. Juli 1920 in Vicksburg, Mississippi, USA; † 14. September 2000 ebenda; eigentlich: Beulah Richardson) war eine US-amerikanische Film- und Theaterschauspielerin und Autorin.

## Biografie
Beah Richards wurde in bescheidenen Verhältnissen geboren; so war ihr Vater Baptistenprediger und ihre Mutter Schneiderin. Durch die so mangelnde finanzielle Unterstützung konnte Richards erst 1948 ihren Abschluss an der Dillard University in New Orleans machen, um 1950 nach New York City zu ziehen.
Da Richards schwarz war, fiel es ihr schwer, im Amerika zur Zeit der vorherrschenden Rassendiskriminierung beim Theater Fuß zu fassen. Zunächst wurde sie vorwiegend als Statistin engagiert oder in Nebenrollen besetzt. Erst 1955 gelang ihr im Theaterstück Take a Giant Step der Durchbruch am Broadway. Hier verkörperte die 35-Jährige eine 84-jährige Großmutter – und dies ohne Maskeneffekte. Als das Theaterstück 1959 in einen Film adaptiert wurde, wurde Richards ebenfalls verpflichtet; es war nach ihrem Filmdebüt – 1958 in The Mugger – Richards’ zweiter Film.
In James Baldwins Theaterstück The Amen Corner, welches 1962 von Frank Silvera inszeniert wurde, stellte Richards eine Nonne dar, und wurde 1965 für einen Tony Award nominiert.
1967 stand Richards in Rat mal, wer zum Essen kommt vor der Kamera, und wurde für ihre Darstellung der Filmmutter Sidney Poitiers 1968 sowohl für den Oscar in der Kategorie Beste Nebendarstellerin als auch für den Golden Globe Award nominiert.
In den kommenden Jahren stand Richards überwiegend in Fernsehserien vor der Kamera, sei es 1989 bis 1990 in L.A. Law oder 1991 in Alle unter einem Dach. Zu ihren bekanntesten Filmen zählte unter anderem die 1989 produzierte Filmkomödie Homer und Eddie. Ihre letzte größere Filmrolle übernahm sie in den Jahren 1994 bis 1995, als sie in acht Episoden von Emergency Room die Filmmutter Eriq La Salles alias Dr. Peter Benton verkörperte.
Sie war eine der wenigen Schauspielerinnen, die darum kämpfte, als „Schwarze“ bezeichnet zu werden, während der gängige Terminus in jener Zeit negro lautete. Sie veröffentlichte drei Bücher, in denen sie Gedichte zu Papier brachte und deren Titel sehr provokativ wirken mussten. One is A Crowd, A Black Woman Speaks und A Black Woman Speaks and Other Poems.
Beah Richards war drei Jahre lang mit dem afroamerikanischen Bildhauer Hugh Harrell Jr. verheiratet.
Sie starb im September 2000 im Alter von 80 Jahren an einem Lungenemphysem.

## Filmografie (Auswahl)
- 1958: The Mugger
- 1959: Spring über deinen Schatten (Take a Giant Step)
- 1962: Licht im Dunkel (The Miracle Worker)
- 1965–1966: Big Valley (The Big Valley, Fernsehserie, 2 Folgen)
- 1967: Morgen ist ein neuer Tag (Hurry Sundown)
- 1967: Tennisschläger und Kanonen (I Spy, Fernsehserie, Folge 2x28)
- 1967: In der Hitze der Nacht (In the Heat of the Night)
- 1967: Rat mal, wer zum Essen kommt (Guess Who’s Coming to Dinner)
- 1969: Hawaii Fünf-Null (Hawaii Five-O, Fernsehserie, Folge 1x20)
- 1969: Der Chef (Ironside, Fernsehserie, Folge 3x01)
- 1970: Ihr Auftritt, Al Mundy (It Takes a Thief, Fernsehserie, Folge 3x20)
- 1970: Die große weiße Hoffnung (The Great White Hope)
- 1970–1971: Bill Cosby (The Bill Cosby Show, Fernsehserie, 3 Folgen)
- 1972: Die Promenadenmischung (The Biscuit Eater)
- 1972: Sanford and Son (Fernsehserie, 2 Folgen)
- 1975: Mahagoni (Mahogany)
- 1976: Petrocelli (Fernsehserie, Folge 2x22)
- 1979: Roots – Die nächsten Generationen (Roots: The Next Generations, Miniserie, 2 Folgen)
- 1979: Banjo, das Katzenkind (Banjo the Woodpile Cat, Sprechrolle)
- 1980: Vegas (Vega$, Fernsehserie, Folge 2x18)
- 1980: Wunder in San Francisco (A Christmas Without Snow, Fernsehfilm)
- 1981/1984: Benson (Fernsehserie, 2 Folgen)
- 1985: Ein Engel auf Erden (Highway to Heaven, Fernsehserie, Folge 1x17)
- 1986: Polizeirevier Hill Street (Hill Street Blues, Fernsehserie, 2 Folgen)
- 1986: Der Hitchhiker (The Hitchhiker, Fernsehserie, Folge 3x09)
- 1986: Restrisiko (Acceptable Risks, Fernsehfilm)
- 1986: Angst und Einsamkeit (Inside Out)
- 1986/1987: Hunter (Fernsehserie, 2 Folgen)
- 1987: Big Shots – Zwei Kids gegen die Unterwelt (Big Shots)
- 1987–1989: Die Schöne und das Biest (Beauty and the Beast, Fernsehserie, 5 Folgen)
- 1988/1991: Mord ist ihr Hobby (Murder, She Wrote, Fernsehserie, 2 Folgen)
- 1989: Homer und Eddie (Homer and Eddie)
- 1989: Drugstore Cowboy
- 1989/1990: L.A. Law – Staranwälte, Tricks, Prozesse (L.A. Law, Fernsehserie, 2 Folgen)
- 1990–1993: Mann muss nicht sein (Designing Women, Fernsehserie, 3 Folgen)
- 1992/1993: Küß’ mich, John (Hearts Afire, Fernsehserie, 2 Folgen)
- 1993: Matlock (Fernsehserie, Folge 8x04)
- 1994: Der lange Weg aus der Nacht (Out of Darkness, Fernsehfilm)
- 1994–1995: Emergency Room – Die Notaufnahme (ER, Fernsehserie, 8 Folgen)
- 1998: Menschenkind (Beloved)
- 2000: Practice – Die Anwälte (The Practice, Fernsehserie, Folge 4x19)

## Auszeichnungen
- 1968: Nominierung, Oscar/Beste Nebendarstellerin für: Rat mal, wer zum Essen kommt
- 1968: Nominierung, Golden Globe Award/Beste Nebendarstellerin für: Rat mal, wer zum Essen kommt